# Plektruda
Plektruda (latinsko Plectrudis, nemško Plektrud, Plechtrudis)  je bila žena nevstrijskega dvornega majordoma in frankovskega vojvode  Pipina Herstalskega, * ni znano, † 717.
Bila je hčerka Hugoberta, senešala Klodvika IV., in Irmine Oerenske. Od leta 714 do 716 je bila regentka Nevstrije za svojega mladoletnega vnuka Teobalda. 

## Življenje
Med moževo in svojo vladavino je bila politično aktivna in vplivna ženska. Z doto je v arnulfinško družino prinesla velike posesti.  Med Pipinovo vladavino je bila njegova sopodpisnica vseh pravnih dokumentov, kar je za tisto obdobje zelo nenavadno. Nekateri dokumenti so se ohranili. Njen sin Grimoald je bil leta 714 umorjen. Po njegovi smrti ji je uspelo doseči Pipinovo privolitev, da bo njegov naslednik Grimoaldov sin Teobald. 
Pipin je kmalu zatem umrl. Oblast v Nevstriji je prevzela Plektruda kot regentinja za mladoletnega vnuka. Svojo oblast je utrdila z aretacijo Karla Martela, Pipinovega sina z drugo ženo Alpaido. Karel je zase pogosto rekel, da je nezakonski otrok, njegovi sodobniki pa se s tem niso strinjali, ker je bilo mnogoženstvo v tistem času nekaj povsem običajnega.
Leta 715 so se ji nevstrijski plemiči uprli in jo s pomočjo kralja Radboda Frizijskega v bitki pri Compiègneu 26. septembra 715  porazili. Po porazu je obdržala Pipinovo blagajno in pobegnila v Köln, ki je bil domovina njenega družinskega klana. 
Leta 716 sta frankovski kralj Hilperik II. in njegov majordom Ragenfrid v bližini Kölna vdrla v Avstrazijo, porazila Plektrudo in osvobodila Karla Martela. Kmalu zatem sta kot priznanje njunih položajev od nje dobila tudi državno blagajno.
Tok dogodkov se je zatem obrnil v korist Karla Martela. Leta 717 je Hilperika II. in njegovega majordoma zasledoval do Pariza, potem pa se je vrnil v Köln, da bi obračunal s Plektrudo. Po osvojitvi Kölna je razgnal njene privržence. Plektruda je vstopila v samostan v Kölnu, kjer je še isto leto umrla. Pokopali so jo na samostanskem pokopališču. 

## Družina
Plektruda se je okoli leta 670 poročila s Pipinom Herstalskim, s katerim je imela sinova:
- Drogo Šampanjskega in
- Grimoalda, dvornega majordoma Nevstrije.